# وقواق أحمر الصدر

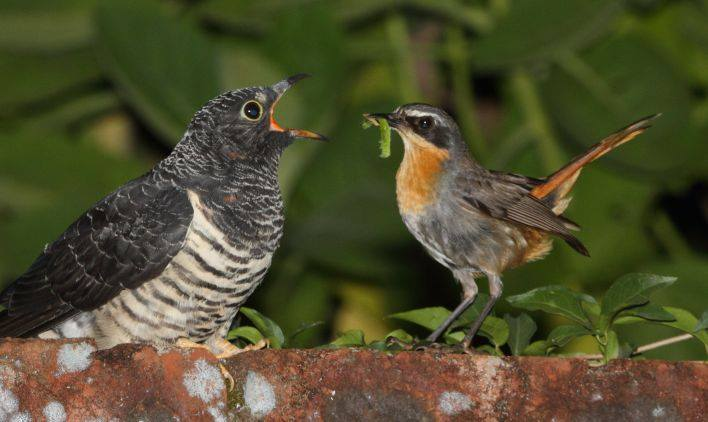

وقواق أحمر الصدر (الاسم العلمي: Cuculus solitarius) (بالإنجليزية: Red-chested Cuckoo)‏ هو نوع من الطيور يتبع جنس الوقواق من فصيلة طيور الوقواق.